# Evert Kroon
Evert Gerrit Kroon (Hilversum, 9 de septiembre de 1946 – Hollandsche Rading, 2 de abril de 2018) fue un waterpolista neerlandés, que ocupó el puesto de portero, que participó en tres Juegos Olímpicos consecutivos, desde 1968 hasta 1976. Después de dos séptimos puestos, Kroon ganó la medalla de bronce con el equipo masculino neerlandés de waterpolo en los Juegos Olímpicos de Verano de 1976 en Montreal, Quebec, Canadá. Recibió el honor de portar la bandera nacional de los Países Bajos en la ceremonia de clausura de los Juegos Olímpicos de Verano de 1976 en Montreal, convirtiéndose en el decimotercer jugador de waterpolo en ser abanderado en las ceremonias de inauguración y clausura de los Juegos Olímpicos.